# SOS: Врятуйте наші душі
«SOS: Врятуйте наші душі» (рос. SOS: Спасите наши души) — кінофільм режисера Андрія І, що вийшов на екрани в 2005 році.

## Зміст
Картина про юність, любов і зраду, про вічну проблему батьків і дітей. Головні дійові особи - підлітки, що живуть в невеликому провінційному містечку. Їх батьки - порядні люди, звиклі заробляти гроші чесним шляхом, - не мають можливості допомогти своїм дітям. Складнощі, з якими підлітки зіштовхуються в будинку, одного разу штовхають їх на злодійство. Що ж таке моральний закон в нашому житті, яке сьогодні місце вічних цінностей - таких як любов, сім'я, вірність? Що в сучасному світі значать гроші? Де і коли людина переходить ту межу, за якою вже немає шляху назад?..

## Ролі
| Актор               | Роль |
| ------------------- | ---- |
| Рина Гришина        | -    |
| Валерій Дьяченко    | -    |
| Валентина Касьянова | -    |
| Сергій Лисов        | -    |
| Георгій Марішін     | -    |
| Андрій І            | -    |
| Євген Єрмаков       | -    |
| Кирило Сбітнєв      | -    |
| Матвій Новак        | -    |
| Наталія Кутасова    | -    |

## Знімальна група
- Режисер — Андрій І
- Сценарист — Ілля Авраменко
- Продюсер — Андрій Бондаренко, Сергій кабановских, Михайло Калатозішвілі
- Композитор — Костянтин Шустарев